# Kardiologia Polska
Kardiologia Polska (ook Polish Heart Journal) is een internationaal, aan collegiale toetsing onderworpen wetenschappelijk tijdschrift op het gebied van de cardiologie.
Het verschijnt maandelijks.
Het eerste nummer verscheen in 1957.
De naam wordt in literatuurverwijzingen meestal afgekort tot Kardiol. Pol.